# Vanth
Vanth (provisorisk beteckning: S/2005 (90482) 1) är en naturlig satellit till det transneptunska objektet 90482 Orcus. Den upptäcktes 13 november 2005 av M. E. Brown och T.-A. Suer med hjälp av Hubbleteleskopet.
Brown inbjöd sina läsare att namnge satelliten, varav Sonya Taaffes förslag att namnge den efter den etruskiska underjordsgudinnan Vanth kom att locka flest gillanden. Vanth anses vara den etruskiska motsvarigheten till den romerska Charon, som gett namn till en av dvärgplaneten Plutos följeslagare. Namnförslaget godkändes av Internationella Astronomiska Unionen i april 2010.

## Fysiska egenskaper
Om man antar att månen Vanth har samma albedo och samma densitet som Orcus, kan man anta att dess diameter är 262 kilometer, vilket är ungefär en fjärdedel av Orcus diameter. Eftersom Vanth till skillnad från Orcus har en rödaktig yta är det fullt möjligt att Vanth har hälften så stort albedo som Orcus. Diametern på Vanth blir då 640 kilometer, vilket är mer än hälften av Orcus diameter.

## Omloppsbana
Vanth kretsar kring Orcus i en nästan cirkulär omloppsbana, med en period på 9 dagar, 12 timmar och 57 minuter.

Brown misstänker att Orcus och Vanth har bunden rotation precis som Pluto och Charon och visar varandra samma sida.